# Manfred Nerlinger
Manfred Nerlinger (27 de setembro de 1960, em Munique, Alemanha Ocidental) é um ex-halterofilista da Alemanha.
Manfred Nerlinger começou no levantamento de peso em 1973. Competiu na categoria superpesado, participou de quatro Jogos Olímpicos, tendo ganhado dois bronzes (1984 [que contou como campeonato mundial também], 1992) e uma prata (1988); em 1996, ele terminou em sexto.
Em campeonatos europeus foi vencedor em 1993 e foi vice-campeão por três vezes (1990, 1991, 1995); ficou em terceiro em 1988.
Participou de onze campeonatos mundiais, tendo conquistado dois bronzes (1984, 1985) e três pratas (1986, 1991, 1993) no total combinado. Nerlinger ganhou sete medalhas no arremesso nos campeonatos mundiais; sua melhor marca no arremesso —260 kg— era apenas 6 kg menor do que foi o recorde mundial por Leonid Taranenko (1988). A Federação Internacional de Halterofilismo reestruturou as classes de peso em 1993; no campeonato mundial desse mesmo ano, Nerlinger definiu um novo recorde mundial no arremesso — 247,5 kg.

## Quadro de resultados
| Ano  | Competição                            | Lugar           | Total    | Posição | Arranque | Posição | Arremesso | Posição | Classe de peso |
| ---- | ------------------------------------- | --------------- | -------- | ------- | -------- | ------- | --------- | ------- | -------------- |
| 1982 | Campeonato Mundial e Europeu          | Ljubljana       | 370 kg   | 9.      | 162,5 kg | 9.      | 207,5 kg  | 10.     | +110 kg        |
| 1983 | Campeonato Mundial e Europeu          | Moscou          | 375 kg   | 6.      | 165 kg   | 8.      | 210 kg    | 7.      | +110 kg        |
| 1984 | Campeonato Europeu                    | Vitoria         |          | 5.      |          | 6.      |           | 6.      | +110 kg        |
| 1984 | Jogos Olímpicos e Campeonato Mundial* | Los Angeles     | 397,5 kg | 3.      | 177,5 kg |         | 220 kg    |         | +110 kg        |
| 1985 | Campeonato Mundial                    | Södertälje      | 422,5 kg | 3.      | 185 kg   | 4.      | 237,5 kg  | 3.      | +110 kg        |
| 1986 | Campeonato Europeu                    | Karl-Marx-Stadt |          | 4.      |          | 5.      |           | 4.      | +110 kg        |
| 1986 | Campeonato Mundial                    | Sofia           | 430 kg   | 2.      | 185 kg   | 4.      | 245 kg    | 1.      | +110 kg        |
| 1987 | Campeonato Mundial                    | Ostrava         | 450 kg   | 4.      | 195 kg   | 4.      | 255 kg    | 3.      | +110 kg        |
| 1988 | Campeonato Europeu                    | Cardiff         | 442,5 kg | 3.      |          | 4.      |           | 1.      | +110 kg        |
| 1988 | Jogos Olímpicos **                    | Seul            | 430 kg   | 2.      | 190 kg   |         | 240 kg    |         | +110 kg        |
| 1989 | Campeonato Mundial e Europeu          | Atenas          | 420 kg   | 4.      | 177,5 kg | 4.      | 242,5 kg  | 2.      | +110 kg        |
| 1990 | Campeonato Europeu                    | Ålborg          | 455 kg   | 2.      | 197,5 kg | 3.      | 257,5 kg  | 2.      | +110 kg        |
| 1991 | Campeonato Europeu                    | Władysławowo    | 422,5 kg | 2.      | 185 kg   | 4.      | 237,5 kg  | 2.      | +110 kg        |
| 1991 | Campeonato Mundial                    | Donaueschingen  | 425 kg   | 2.      | 185 kg   | 2.      | 240 kg    | 2.      | +110 kg        |
| 1992 | Jogos Olímpicos **                    | Barcelona       | 412,5 kg | 3.      | 180 kg   |         | 232,5 kg  |         | +110 kg        |
| 1993 | Campeonato Europeu                    | Sofia           | 427,5 kg | 1.      | 187,5 kg | 4.      | 240 kg    | 2.      | +108 kg        |
| 1993 | Campeonato Mundial                    | Melbourne       | 440 kg   | 2.      | 192,5 kg | 2.      | 247,5 kg  | 1.      | +108 kg        |
| 1994 | Campeonato Mundial                    | Istambul        | 425 kg   | 5.      | 185 kg   | 6.      | 240 kg    | 4.      | +108 kg        |
| 1995 | Campeonato Europeu                    | Varsóvia        | 427,5 kg | 2.      | 182,5 kg | 4.      | 235 kg    | 2.      | +108 kg        |
| 1995 | Campeonato Mundial                    | Guangzhou       | 427,5 kg | 4.      | 185 kg   | 5.      | 242,5 kg  | 4.      | +108 kg        |
| 1996 | Jogos Olímpicos **                    | Atlanta         | 422,5 kg | 6.      | 185 kg   |         | 237,5 kg  |         | +108 kg        |

* Os campeonatos mundiais e os europeus de 1982, 1983 e de 1989 foram organizados conjuntamente
* Foi organizado como campeonato mundial também
* Nos Jogos Olímpicos as medalhas são dadas somente para o total combinado